# Eskridge
Eskridge är en ort i Wabaunsee County i Kansas. Vid 2020 års folkräkning hade Eskridge 439 invånare.